# Cmentarz prawosławny w Szawlach
Cmentarz prawosławny w Szawlach – cmentarz w Szawlach, założony w 1831, pozostający od 1841 pod opieką prawosławnej parafii Świętych Piotra i Pawła.
Cmentarz został założony w 1831 w północnozachodniej części Szawli, z dala od głównych zabudowań miasta. Dopiero w 1865 została do niego wytyczona droga dojazdowa, zaś teren przeznaczony na cele grzebalne został otoczony ziemnym wałem. Pierwszym nagrobkiem wykonanym na cmentarzu był pomnik nad zbiorowym grobem żołnierzy rosyjskich, którzy zginęli przy tłumieniu powstania listopadowego. W 1889 na cmentarzu wzniesiono również monument upamiętniający z kolei 23 obywateli Szawli, którzy polegli walcząc w czasie powstania styczniowego po stronie rosyjskiej. Miał on formę dwóch granitowych krzyży. W 1878 w obrębie cmentarza wzniesiono cerkiew Ikony Matki Bożej „Wszystkich Strapionych Radość”, zaś w 1938, po rozbiórce pierwszej cerkwi w Szawlach obecną cerkiew parafialną.
Obecnie teren cmentarza jest w znacznym stopniu zdewastowany. Na jego terenie zachowało się kilkaset nagrobków, dokonywane są nowe pochówki, jednak zabytkowe groby nie są w żaden sposób konserwowane i zabezpieczane. Zniszczeniu uległo również ogrodzenie nekropolii. Opuszczoną i zdewastowaną cerkiew cmentarną rozebrano w 2007 r.